# Lollipop Chainsaw
Lollipop Chainsaw is een hack and slash actiespel ontwikkeld door Grasshopper Manufacture en uitgegeven in op 15 juni 2012 door Warner Bros. Interactive Entertainment voor Xbox 360 en PlayStation 3.

## Gameplay

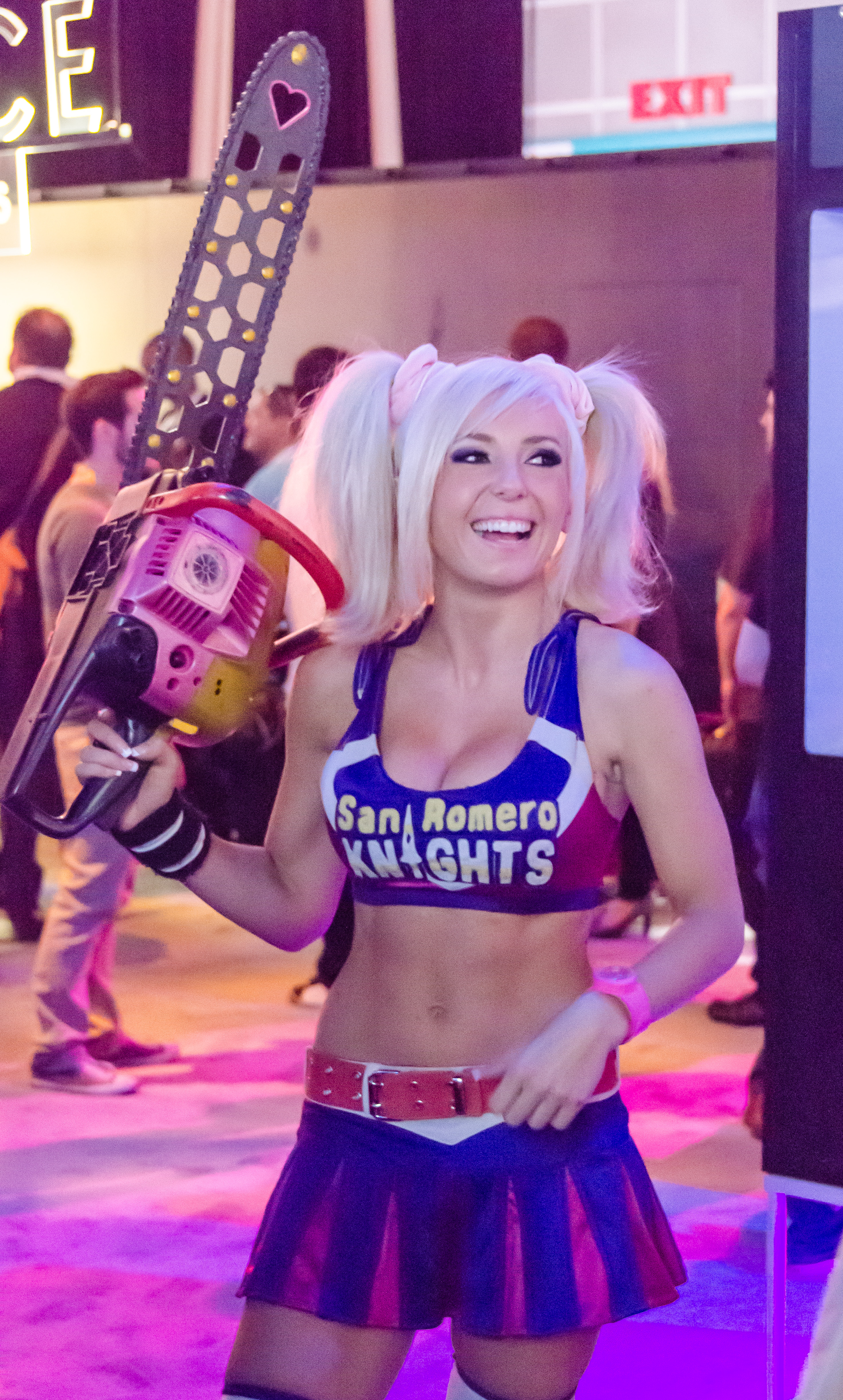
Cosplay model Jessica Nigri op de E3 2012 als Juliet Starling.

Lollipop Chainsaw is een hack and slash spel waarin de speler Juliet Starling (Tara Strong) bestuurt terwijl zij hordes van zombies bevecht op een fictieve middelbare school in Californië.
Alle aanvallen worden uitgevoerd met een kettingzaag. Hiermee zijn verschillende aanvallen uit te voeren. Door het doden van zombies, redden van klasgenoten en het vernietigen van objecten kan je speler gouden medailles verdienen. Deze medailles kunnen gebruikt worden om nieuwe dingen vrij te spelen in de ingame winkels. Hierin kunnen nieuwe vaardigheden en spullen gekocht worden om het vechten gemakkelijker te maken. Platina medailles kunnen vrijgespeeld worden door drie of meer zombies tegelijk of vlak na elkaar te doden. Deze kunnen gebruikt worden om andere kostuums, muziek en artwork vrij te spelen. Tijdens het spelen kunnen ook lolly's opgepakt worden, die de speler heelt.
Tijdens het verhaal wordt Juliet vergezeld door haar vriendje, Nick. Nick is een los hoofd die aan haar riem hangt. Op sommige plekken in het spel kan het hoofd van Nick vastgemaakt worden aan een onthoofd lichaam van een zombie. Door een bepaald ritme aan te houden kan Juliet zo de weg vrijmaken voor zichzelf. Door haar sterrenmeter te vullen, krijgt ze een speciale vaardigheid van korte duur, waarbij de kettingzaag veel meer schade aanricht en het gemakkelijker is om platina medailles te verzamelen.